# Kanton Sillé-le-Guillaume
Der Kanton Sillé-le-Guillaume ist seit 1790 ein französischer Wahlkreis im Arrondissement Mamers, im Département Sarthe und in der Region Pays de la Loire; sein Hauptort ist Sillé-le-Guillaume.
Bis zur Verwaltungsgebietsreform vom 15. Februar 2006 gehörte der Kanton zum Arrondissement Le Mans.

## Gemeinden
Der Kanton besteht aus 48 Gemeinden mit insgesamt 29.809 Einwohnern (Stand: 1. Januar 2022) auf einer Gesamtfläche von 694,55 km²:
| Gemeinde                   | Einwohner 1. Januar 2022 | Fläche km² | Dichte Einw./km² | Code INSEE | Postleitzahl |
| -------------------------- | ------------------------ | ---------- | ---------------- | ---------- | ------------ |
| Ancinnes                   | 917                      | 27,21      | 34               | 72005      | 72610        |
| Assé-le-Boisne             | 898                      | 28,39      | 32               | 72011      | 72130        |
| Assé-le-Riboul             | 478                      | 16,77      | 29               | 72012      | 72170        |
| Beaumont-sur-Sarthe        | 1.974                    | 6,64       | 297              | 72029      | 72170        |
| Bérus                      | 434                      | 6,73       | 64               | 72034      | 72610        |
| Béthon                     | 306                      | 3,85       | 79               | 72036      | 72610        |
| Bourg-le-Roi               | 335                      | 0,36       | 931              | 72043      | 72610        |
| Chérancé                   | 353                      | 10,38      | 34               | 72078      | 72170        |
| Chérisay                   | 308                      | 7,99       | 39               | 72079      | 72610        |
| Crissé                     | 544                      | 20,83      | 26               | 72109      | 72140        |
| Doucelles                  | 225                      | 4,48       | 50               | 72120      | 72170        |
| Douillet                   | 318                      | 18,99      | 17               | 72121      | 72130        |
| Fresnay-sur-Sarthe         | 2.909                    | 29,20      | 100              | 72138      | 72130        |
| Fyé                        | 995                      | 16,31      | 61               | 72139      | 72610        |
| Gesnes-le-Gandelin         | 889                      | 12,88      | 69               | 72141      | 72130        |
| Grandchamp                 | 141                      | 5,38       | 26               | 72142      | 72490        |
| Juillé                     | 412                      | 5,72       | 72               | 72152      | 72170        |
| Le Grez                    | 384                      | 7,45       | 52               | 72145      | 72140        |
| Le Tronchet                | 169                      | 3,89       | 43               | 72362      | 72170        |
| Livet-en-Saosnois          | 65                       | 1,60       | 41               | 72164      | 72610        |
| Maresché                   | 879                      | 15,01      | 59               | 72186      | 72170        |
| Moitron-sur-Sarthe         | 266                      | 10,32      | 26               | 72199      | 72170        |
| Montreuil-le-Chétif        | 313                      | 14,64      | 21               | 72209      | 72130        |
| Mont-Saint-Jean            | 633                      | 42,31      | 15               | 72211      | 72140        |
| Moulins-le-Carbonnel       | 697                      | 16,31      | 43               | 72212      | 72130        |
| Neuvillette-en-Charnie     | 302                      | 14,54      | 21               | 72218      | 72140        |
| Oisseau-le-Petit           | 671                      | 8,60       | 78               | 72225      | 72610        |
| Parennes                   | 449                      | 14,50      | 31               | 72229      | 72140        |
| Pezé-le-Robert             | 346                      | 16,35      | 21               | 72234      | 72140        |
| Piacé                      | 373                      | 10,12      | 37               | 72235      | 72170        |
| Rouessé-Fontaine           | 263                      | 12,48      | 21               | 72254      | 72610        |
| Rouessé-Vassé              | 791                      | 31,49      | 25               | 72255      | 72140        |
| Rouez                      | 808                      | 33,65      | 24               | 72256      | 72140        |
| Saint-Aubin-de-Locquenay   | 764                      | 17,31      | 44               | 72266      | 72130        |
| Saint-Christophe-du-Jambet | 231                      | 11,24      | 21               | 72273      | 72170        |
| Saint-Georges-le-Gaultier  | 519                      | 23,36      | 22               | 72282      | 72130        |
| Saint-Léonard-des-Bois     | 474                      | 27,12      | 17               | 72294      | 72130        |
| Saint-Marceau              | 536                      | 8,91       | 60               | 72297      | 72170        |
| Saint-Ouen-de-Mimbré       | 914                      | 10,63      | 86               | 72305      | 72130        |
| Saint-Paul-le-Gaultier     | 276                      | 15,15      | 18               | 72309      | 72130        |
| Saint-Rémy-de-Sillé        | 832                      | 11,25      | 74               | 72315      | 72140        |
| Saint-Victeur              | 438                      | 7,06       | 62               | 72323      | 72130        |
| Ségrie                     | 599                      | 21,99      | 27               | 72332      | 72170        |
| Sillé-le-Guillaume         | 2.192                    | 12,90      | 170              | 72334      | 72140        |
| Sougé-le-Ganelon           | 832                      | 18,11      | 46               | 72337      | 72130        |
| Thoiré-sous-Contensor      | 119                      | 5,99       | 20               | 72355      | 72610        |
| Vernie                     | 339                      | 9,90       | 34               | 72370      | 72170        |
| Vivoin                     | 899                      | 18,26      | 49               | 72380      | 72170        |
| Kanton Sillé-le-Guillaume  | 29.809                   | 694,55     | 43               | 7220       | –            |

Bis zur landesweiten Neugliederung der Kantone im März 2015 bestand der Kanton Sillé-le-Guillaume aus den zehn Gemeinden Crissé, Le Grez, Mont-Saint-Jean, Neuvillette-en-Charnie, Parennes, Pezé-le-Robert, Rouessé-Vassé, Rouez, Saint-Rémy-de-Sillé und Sillé-le-Guillaume. Sein Zuschnitt entsprach einer Fläche von 205,27 km2. Er besaß vor 2015 einen anderen INSEE-Code als heute, nämlich 7230.

## Veränderungen im Gemeindebestand seit der landesweiten Neuordnung der Kantone
- Fusion Fresnay-sur-Sarthe, Coulombiers und Saint-Germain-sur-Sarthe → Fresnay-sur-Sarthe

## Bevölkerungsentwicklung
| 1962  | 1968  | 1975  | 1982  | 1990  | 1999  | 2006  | 2016   |
| ----- | ----- | ----- | ----- | ----- | ----- | ----- | ------ |
| 8.847 | 8.164 | 7.763 | 7.569 | 7.276 | 7.238 | 7.439 | 30.740 |